# Mejorada
Mejorada település Spanyolországban, Toledo tartományban. Mejorada Segurilla, Talavera de la Reina, Velada és Montesclaros községekkel határos. Lakosainak száma 1385 fő (2024).

## Népesség
A település népessége az utóbbi években az alábbiak szerint változott:
| Lakosok száma | 1156 | 1246 | 1336 | 1340 | 1320 | 1320 | 1266 | 1275 | 1354 | 1385 |
|               | 2001 | 2004 | 2007 | 2009 | 2012 | 2014 | 2017 | 2019 | 2022 | 2024 |